# Peter Karlsson (fotbollsspelare)
Anders Åke Peter Karlsson, född 4 augusti 1961 i Kisa i Sverige, är en svensk före detta fotbollsspelare (anfallare). Den extremt hjulbente Karlsson var under 1980-talet en pålitlig målskytt i Åtvidabergs FF, Kalmar FF och Örgryte IS; 1985 vann han en delad seger i den allsvenska skytteligan med 10 gjorda mål. 

## Karriären

### En vass målskytt värvad
Sin fotbollsfostran fick Karlsson i Kisa BK. Därifrån värvades han till Åtvidabergs FF där han 1981 och 1982 fick ganska begränsat med speltid. Säsongen 1983 kom genombrottet då han med 13 mål kom 3:a i skytteligan i div 2 och därefter värvades till seriesegrarna i samma serie – Kalmar FF. Där bildade han anfallspar med Billy Lansdowne, så småningom ett vasst sådant. Säsongen 1985 vann de båda (tillsammans med Sören Börjesson) skytteligan i Allsvenskan på 10 mål.

### Ur Allsvenskan men ändå kvar
Även 1986 gjorde Karlsson 10 mål men trots det åkte Kalmar ur och han lämnade då klubben för spel i Örgryte IS. Här blev det imponerande 30 mål på 3 säsonger innan han återvände till Kalmar för spel i div 1. Under åren 1990–1995 var han den pålitliga targetspelaren och ålderman i det unga lag som siktade mot Allsvenskan, men aldrig nådde dit.

### Vinterproffsspel
Under vintersäsongen 1992/93 lånades Karlsson ut till portugisiska Leira där han fick prova på det proffsspel som var aktuellt i mitten på 1980-talet (intresse från bland andra Real Zaragoza) men då aldrig blev av.

### I lägre serie
1996 och några år framåt spelade Karlsson på en lägre nivå i seriesystemet; i småländska IFK Påryd. Innan han slutade var han med om att föra upp laget från div 5 till div 4.

## Som tränare
Karlsson, som numera är (minst) steg 2-utbildad, var under något år på 1990-talet tränare i IFK Påryd (div 5) och senare också 2 säsonger i Lindås BK (div 4). Under ett antal år på 2000-talet fungerade sedan Karlsson som ungdomstränare i klubben som han representerade under större delen av sin karriär: Kalmar FF.

## Spelstil
Karlssons stora styrkor låg i hans förmåga som bollmottagare och enkelhet i spelet. Han var ofta spelaren som fördelade uppspelen vidare till lagkamrater, inte sällan med ryggen mot mål. Ett starkt huvudspel gjorde Karlssons målfarlighet i straffområdet ännu ett snäpp vassare.

## Meriter
- Allsvensk serietvåa 1985 (Kalmar FF) (sedan utslagen i SM-slutspelets semifinal)
- Allsvensk skyttekung 1985 (Kalmar FF)[2]
- Smålands bästa fotbollsspelare 1985[3]